# Drežnik Grad
Drežnik Grad is een plaats in de gemeente Rakovica in de Kroatische provincie Karlovac. De plaats telt 397 inwoners (2001).